# Paciarela (polenta)
La paciarela è un tipo di polenta a base di farina di mais, condita con fagioli, pancetta e concentrato di pomodori. È piatto di origine contadina tipico di Tredozio, nell'Appennino forlivese.

## Preparazione
Dopo aver mescolato sul fuoco acqua e farina fino ad ottenere un composto morbido, la polenta viene condita in un sughetto di fagioli, preparato sulla base di un soffritto di porro e pancetta. Al contrario della classica polenta, questo piatto si mangia, al cucchiaio, tiepido e non caldo.
Si può anche far raffreddare il composto di polenta e fagioli, rovesciarlo su un tagliere, tagliarlo a fette sottili e friggerlo in olio bollente.